# Isabeles (higo)
Isabeles es un cultivar de higuera del tipo higo común Ficus carica unífera, de higos color de piel amarillo claro, con costillas pronunciadas. Se cultiva principalmente en la provincia de Granada, muy popular en huertas y jardines particulares.

## Sinonimia
- Sin sinónimos[5]

## Historia
Los higos 'Isabeles', se pusieron de moda en la Granada de la reconquista. El origen de este nombre se debe a un deseo de la reina Isabel la Católica, durante el cerco a Granada.
Cuenta la tradición popular, que «momentos antes que originarse el combate denominado de la Zubia, la reina Doña Isabel, al pasar bajo hermosa higuera que junto a las murallas de Granada había, admiró el sazonado fruto pendiente de ella y se prometió comerlo al transitar de nuevo por aquel sitio, cuando regresase al real de Santafé».
Debido a los sangrientos combates que se realizaron, dieron olvido al deseo de la reina; pero ya en el campamento volvió a recordar los higos, lamentando no haber podido realizar su proyecto de comerlos. Entre los hidalgos acompañantes de los reyes, se encontraba Martín Fernández Álvarez de Bohórquez, progenitor de los Duques de Gor; oyó este noble, los deseos de la reina y tomando su caballo marchó presuroso en busca de la fruta…
Al llegar a la higuera, notó que un morito recogía frutos y los depositaba en una canastilla de mimbre; apresando higos, canasto y al moruno frutero, presentó todo ello a Doña Isabel, quien celebró mucho tal forma de complacer sus regios deseos. Antes y después de posesionarse de Granada por los Reyes Católicos, volvió Su Majestad muchas veces a degustar de aquellos melosos higos, a los cuales bautizaron los palaciegos con el nombre de la soberana, procurando los nobles conservar la casta en sus jardines y posesiones campestres...

## Características
Los higos 'Isabeles' son una variedad del tipo higo común unífera, autofertil. Árbol de tamaño mediano con desarrollo lento. Hojas con en su mayoría 5 lóbulos, poco corte.
Los 'Isabeles', con forma piriforme, tienen un mesocarpio fino y carne de color ambarino, dulce y sabrosa. Piel de color amarillo claro resistente, con costillas reticulares muy marcadas y abundantes cuando verdes, que se difuminan cuando maduran. Ostiolo pequeño, lo que evita que el agua de lluvia avinagre el sabor del higo. Los higos de esta variedad continúan madurando lentamente desde principios de septiembre hasta mediados del otoño.

## Cultivo
Los 'Isabeles' no se cultivan con fines comerciales para higo fresco pues sus higos son difíciles de manipular y transportar, lo que no quita que sea una higuera muy cultivada en jardines y huertos para autoconsumo en toda la provincia de Granada.